# Spooks (film 1916)
Spooks è un cortometraggio muto del 1916 diretto da Marshall Neilan che aveva come interpreti Cecil Holland, Jane Keckley, William Hutchinson, Sid Smith.
Sceneggiato da Maibelle Heikes Justice e prodotto dalla Selig Polyscope Company, è l'ottavo episodio della serie The Chronicles of Bloom Center.

## Produzione
Il film fu prodotto dalla Selig Polyscope Company.

## Distribuzione
Distribuito dalla General Film Company, il film - un cortometraggio in una bobina - uscì nelle sale cinematografiche statunitensi l'8 gennaio 1916.